# Cherokee (actriz porno)
Tiffany Paige Adams, conocida por su nombre artístico Cherokee  (Kentucky; 12 de enero de 1982) es una actriz y directora pornográfica estadounidense retirada.

## Biografía
Criada en un pequeño pueblo de Kentucky, comenzó su carrera como actriz porno a los 20 años. Ha participado activamente en la industria del porno desde finales de 2001 / principios de 2002. Comenzó a dirigir películas de sexo a partir de 2006 con la empresa Sinteractive en el film titulado The Dominators 2 (Queen Of Hard Dicks) así como la dirección de Syrens Of Sex 2.
Ella ha participado en más de 300 películas con las principales empresas productoras de cine para adultos, incluyendo Cherry Boxxx, Vivid, y Jill Kelly Productions (casa productora de la también actriz Jill Kelly).
Ganó el premio a mejor nueva interpretación en el 2004 en el Exotic Dancer Awards show.